# جائزة بلجيكا الكبرى 2004
جائزة بلجيكا الكبرى 2004 (بالإنجليزية: 2004 Belgian Grand Prix)‏ هو سباق فورمولا 1 أقيم بتاريخ 29 أغسطس 2004 في حلبة دي سبا فرانكورشومب. كان الرابع عشر من أصل 18 في بطولة العالم لسباقات الفورمولا واحد موسم 2004. حلّ الفنلندي كيمي رايكونن أولا بينما جاء الألماني مايكل شوماخر في المركز الثاني وحصل على المركز الثالث البرازيلي روبنز باركيلو.